# Prisión Central de Lahore
La Prisión Central de Lahore es un centro penitenciario prominente situado en Lahore, una localidad del país asiático de Pakistán en Rakh Chandra (Kot Lakhpat). La instalación es conocida también como la cárcel de Kot Lakhpat en referencia a su ubicación. La cárcel alberga más de cuatro veces la capacidad de prisioneros proyectada, siendo construida para recibir hasta 4000 reclusos. Algunos prisioneros han sido asesinados en el lugar en el pasado.